# Byun Sung-hyun
Byun Sung-hyun, (kor. 변성현, ur.1980) – południowokoreański reżyser i scenarzysta filmowy. Najbardziej znany jest ze swoich filmów „Bezlitosny” z 2017 roku i „Kill Boksoon” z 2023 roku.

## Filmografia

### Film
| Rok  | Film                 | Udział  | Udział      | Udział    | Notatka      |
| Rok  | Film                 | Reżyser | Scenarzysta | Producent | Notatka      |
| ---- | -------------------- | ------- | ----------- | --------- | ------------ |
| 2012 | The Beat Goes On     | Tak     | Nie         | Nie       | [ 1 ]        |
| 2012 | Na-eui PS pa-teu-neo | Tak     | Tak         | Nie       | [ 2 ]        |
| 2017 | Bezlitosny           | Tak     | Tak         | Nie       | [ 3 ]        |
| 2022 | Kingmeikeo           | Tak     | Tak         | Nie       | [ 4 ]        |
| 2023 | Kill Boksoon         | Tak     | Tak         | Nie       | film Netflix |

## Nagrody i nominacje
| Rok  | nagroda                     | Kategoria                                     | Dzieło     | Wynik     | Źródła            |
| ---- | --------------------------- | --------------------------------------------- | ---------- | --------- | ----------------- |
| 2022 | 58. Baeksang Arts Awards    | Najlepszy film                                | Kingmeikeo | Nominacja | [ 7 ] [ 8 ] [ 9 ] |
| 2022 | 58. Baeksang Arts Awards    | Najlepszy reżyser                             | Kingmeikeo | Wygrana   | [ 7 ] [ 8 ] [ 9 ] |
| 2022 | 58. Baeksang Arts Awards    | Najlepszy scenariusz (wspólnie z Kim Min-soo) | Kingmeikeo | Nominacja | [ 7 ] [ 8 ] [ 9 ] |
| 2022 | Chunsa Film Art Awards 2022 | Najlepszy reżyser                             | Kingmeikeo | Nominacja | [ 10 ]            |
| 2022 | 31. Buil Film Awards        | Najlepszy reżyser                             | Kingmeikeo | Nominacja | [ 11 ]            |
| 2022 | 43. Blue Dragon Film Awards | Najlepszy film                                | Kingmeikeo | Nominacja | [ 12 ]            |
| 2022 | 43. Blue Dragon Film Awards | Najlepszy reżyser                             | Kingmeikeo | Nominacja | [ 12 ]            |
| 2022 | 43. Blue Dragon Film Awards | Najlepszy scenariusz (wspólnie z Kim Min-soo) | Kingmeikeo | Nominacja | [ 12 ]            |
| 2022 | 58. Grand Bell Awards       | Najlepszy film                                | Kingmeikeo | Nominacja | [ 13 ] [ 14 ]     |
| 2022 | 58. Grand Bell Awards       | Najlepszy reżyser                             | Kingmeikeo | Wygrana   | [ 13 ] [ 14 ]     |
| 2022 | 58. Grand Bell Awards       | Najlepszy scenariusz (wspólnie z Kim Min-soo) | Kingmeikeo | Nominacja | [ 13 ] [ 14 ]     |